# Nat Geo Wild
National Geographic Wild (viết tắt là Nat Geo Wild và viết tắt NGW) là kênh truyền hình trả tiền toàn cầu thuộc sở hữu của National Geographic Partners, liên doanh giữa Công ty Walt Disney (73%) và National Georaphic Society (27%). Kênh chủ yếu tập trung vào các chương trình phi hư cấu về động vật hoang dã và lịch sử tự nhiên. Đó là một kênh chị em với National Geographic TV.